# Elissa Slotkin
Elissa Blair Slotkin (New York, 1976. július 10. –) amerikai demokrata politikus, 2025 óta az Egyesült Államok szenátora Michigan államból. 2019 és 2025 között az állam hetedik (2019–2023 között nyolcadik) választókerületének képviselője volt az Egyesült Államok Képviselőházában. Slotkin korábban a Központi Hírszerző Ügynökség (CIA) elemzőjeként, illetve a Védelmi Minisztériumban dolgozott.
Tanulmányait a Cornell, majd a Columbia Egyetemen végezte. Ezt követően háromszor is Irakban szolgált a CIA tagjaként, arab és szuahéli nyelveken is beszél. Az Obama-kormány idején dolgozott a Védelmi Minisztériumban. 2018-ban választották meg először a Képviselőházba, a szavazatok 50,6%-át szerezte meg, kerületéből az első demokrataként 2001 óta. 2020-ban és 2022-ben is újraválasztották, 2023-ban jelentette be, hogy 2024-ben elindul az állam egyik szenátori posztjáért, a visszavonuló Debbie Stabenow helyére.
Slotkin mérsékelt, konzervatív demokrata. Ennek következtében ellenezte a Medicare for All törvénycsomagot, a halálbüntetés eltörlését, viszont támogatja a fegyvertartás korlátozását, az LMBTQ-személyek egyenjogúságát, és támogatta a Biden-kormány diákhitel-eltörlési javaslatát, bár Donald Trump elnöksége alatt még ellenezte.